# Gegner (Zeitschrift)
Gegner war eine unregelmäßig erscheinende, deutschsprachige Literaturzeitschrift. Die Zeitschrift wurde 1999 von dem Literaturwissenschaftler Andreas Hansen, dem Schriftsteller Bert Papenfuß, dem Verleger Stefan Ret und dem Philosophen Hugo Velarde als Nachfolgeblatt der Zeitschriften Sklaven und Sklaven Aufstand (1994–1999) gegründet und erschien im Berliner BasisDruck Verlag. Die Monatsschrift veröffentlichte Texte aus Literatur, Kunst, Philosophie und Ökonomie und kombinierte diese mit Texten aus dem Archiv der revolutionären Tradition. Die Zeitschrift fühlte sich dem Schriftsteller Franz Jung, der 1931–1933 eine Zeitschrift mit dem Titel Der Gegner herausgab, und seinem Umfeld verpflichtet.

„Menschen ringsum! GEGNER akzentuiert Unmut und attestiert Ausblick ohne jegliche Segnung des Trostes, der nicht bei uns sein kann.“

Als Nachfolgepublikation erscheint seit März 2014 die Zeitschrift Abwärts!, ebenfalls im Berliner BasisDruck Verlag. Das zweimonatlich erscheinende Periodikum ist ein Gemeinschaftsprodukt der Zeitschriften Sklaven, Gegner, floppy myriapoda, telegraph und Zonic. Die Redaktion des telegraph hat ihre Mitarbeit am Abwärts! im Frühjahr 2015 eingestellt.